# سیب‌های آقای پیبادی
سیب‌های آقای پیبادی (به انگلیسی: Mr. Peabody's Apples) کتاب عکس برای کودکان است که بدست سرگرمی‌ساز آمریکایی مدونا نوشته شده و در ۱۰ نوامبر ۲۰۰۳، توسط کالاوی آرتس اند اینترتینمنت منتشر شده‌است.